# Szuahéli Wikipédia
A szuahéli Wikipédia (szuahéliül: Wikipedia ya Kiswahili vagy Wikipedia Kamusi elezo buru) a Wikipédia projekt szuahéli nyelvű változata, egy szabadon szerkeszthető internetes enciklopédia.
2003. március 8-án indult, 2009. április 9-én a szuahéli Wikipédia elérte a 11 000. szócikkét, ezzel a szócikkek száma szerinti sorrendben a 82. helyen állt. A niger-kongói nyelvű Wikipédiák közül az első volt, amely szócikkeinek száma átlépte a tízezret (azóta ezt a Joruba Wikipédia is elérte).
A szuahéli Wikipédiának 15 adminja, 75 481 felhasználója van, melyből 653 fő az aktív szerkesztő. A lapok száma (beleértve a szócikkeket, vitalapokat, allapokat és egyéb lapokat is) 196 105, a szerkesztések száma pedig 1 408 746.

## Mérföldkövek
- 2003. március 8. – elindul az oldal
- 2006. augusztus 27. – A szuahéli Wikipédia szócikkeinek száma elérte az 1025-öt.
- 2009. február 2. – A szuahéli Wikipédia szócikkeinek száma elérte a 9003-at.
- Jelenlegi szócikkek száma: 98 612

## Külső hivatkozások
- Szuahéli Wikipédia